# Vladímir Jubiyev
Vladímir Islámovich Jubiyev (en ruso: Владимир Исламович Хубиев, en karachái-bálkaro: Владимир Исламны джашы Хубийланы; Arjyz, 26 de marzo de 1932 - Cherkesk, 17 de marzo de 2004) fue un político soviético y ruso que ejerció como primer Jefe de la República de Karacháyevo-Cherkesia.

## Biografía
Nació el 26 de marzo de 1932 en Arjyz, en el seno de una familia karachái en el distrito de Zelenchuk del óblast autónomo Karachái.
En 1954 se graduó en la Escuela Técnica de Irrigación de Frunze y en 1969 en el Instituto Agrícola de Stávropol.
Entre 1954 y 1957 trabajó como técnico e ingeniero topográfico en la República Socialista Soviética de Kirguistán, y entre 1957 y 1961 como ingeniero agrónomo, director del departamento del sovjoz de Storozhevaya. Desde 1961 fue instructor y jefe adjunto de departamento del Comité Regional de Karacháyevo-Cherkesia del Partido Comunista de la Unión Soviética, al que perteneció entre 1959 y 1991. Desde 1964 ejerció como inspector y vicepresidente del comité regional.
De 1969 a 1971 fue Presidente del Comité Ejecutivo del raión Prikubanksi. De 1971 a 1979, primer secretario del comité del raión de Karacháyevsk del PCUS. De marzo de 1979 a mayo de 1992 ejerció Presidente del Comité Ejecutivo del Consejo de Diputados del Pueblo del óblast autónomo Karachái-Cherkeso.
Fue elegido diputado del Soviet Supremo de la RSFS de Rusia en las convocatorias 10 y 11 (1980-1989), diputado del pueblo de Rusia y miembro del Consejo de Nacionalidades del Consejo Supremo de la RSFSR (1990-1993), fue miembro de la Comisión Constitucional, miembro del Comité de Legislación del Consejo Supremo y miembro de las facciones "Soberanía e Igualdad" y "Comunistas de Rusia".
El 13 de enero de 1992 fue nombrado jefe interino de la administración de Karacháyevo-Cherkesia. En 1993 fue nombrado Presidente del Consejo de Ministros de la república. Apoyó a Borís Yeltsin durante los acontecimientos de septiembre-octubre de 1993. En 1993 fue elegido miembro del Consejo de la Federación de la Asamblea Federal de la Federación de Rusia.
El 28 de abril de 1995, por decreto del presidente ruso Yeltsin, de acuerdo con la Asamblea del Pueblo, fue nombrado Jefe de la República de Karacháyevo-Cherkesia. Fue miembro de la comisión de trabajo para finalizar el proyecto de Constitución de la Federación de Rusia.
Desde 1996 fue miembro ex officio del Consejo de la Federación y fue miembro de la Comisión de Asuntos Internacionales. Fue representante de la Federación de Rusia en la Cámara de Regiones del Congreso de Autoridades Locales y Regionales de Europa entre 1995 y 1999.
En los últimos años de su vida, de 2000 a 2003, trabajó como asesor del Presidente del Gobierno de la Federación de Rusia en cuestiones de relaciones interétnicas. Murió el 17 de marzo de 2004 en Cherkesk, en cuidados intensivos, tras una grave enfermedad.

### Familia
Su esposa era Zoya Kibirovna Jubiyeva. Tuvo tres hijos y tres nietos.

## Premios
- Medallas concedidas, Certificado de Honor del Presidium del Sóviet Supremo de la URSS.
- Orden de la Bandera Roja del Trabajo.
- Orden de la Revolución de Octubre.
- Orden de la Amistad de los Pueblos.
- Agradecimiento del presidente de la Federación Rusa (12 de agosto de 1996), "por su participación activa en la organización y conducción de la campaña electoral del Presidente de la Federación de Rusia en 1996".[6]
- Orden de Honor (Rusia)Orden de Honor (15 de enero de 1997), "por sus servicios al Estado, gran contribución al fortalecimiento de la amistad y la cooperación entre los pueblos y muchos años de trabajo concienzudo".[7]
- Diploma honorífico del Gobierno de la Federación Rusa (26 de marzo de 2002), "por sus servicios para fortalecer las relaciones interétnicas, muchos años de trabajo fructífero y en relación con el 70 aniversario de su nacimiento".[8]